# 吴江 (理论家)
吴江（1918年2月—2012年11月13日），中国共产党的马克思主义哲学家、理论家，浙江诸暨人，原名寿乃芳。

## 人物生平
1918年2月，出生于浙江诸暨县的一户耕读家庭。1931年，考取浙江省立一中。九一八事變爆发后曾在家乡组织农民自卫队抗日。
1937年11月加入中国共产党。1938年10月辗转赴延安，入陕北公学，始接触马列主义理论。1939年夏，奉派到晋察冀敌后根据地华北联合大学工作。1941年后在“晋察冀边区抗日群众联合会”负责该会刊物《群众报》工作。1945年底，随华北联合大学迁至张家口，被分配到边区抗联总工会任教育科长。
1956年后因工作关系与团中央有过接触，被时任团中央第一书记的胡耀邦所知。
1957年下半年，调入中国人民大学哲学系。两年后调到《红旗》杂志社，担任编委。1975年11月，调至中央党校。
文革后，1977年7月12日，中央党校常务副校长胡耀邦召集小型理论座谈会，吴江在会中的发言产生强烈反响，后经胡耀邦指示整理成文发表，即《继续革命问题的探讨》。此文被胡耀邦称为思想理论上拨乱反正的第一个行动。1977年12月在《历史研究》发表批驳“四人帮”的文章《法家学说的历史演变》。
1978年，在胡耀邦的支持下，吴江参与修改孙长江《实践是检验真理的唯一标准》与胡福明《实践是检验一切真理的标准》两文，最终经他定稿成为《光明日报》的重要文章《实践是检验真理的唯一标准》，于5月11日发表；继而又写成《马克思主义的一个最基本的原则》，得到罗瑞卿的赞成和支持，于6月24日在《解放军报》发表。
1982年12月，因其所持之理论观点而可能被卷入上层争斗，吴江致信胡耀邦，辞去中央党校校务委员、第一副教育长、理论研究室主任职务。三年之后，又被任命为社会主义学院副院长。 
1990年自社会主义学院副院长任上离休后，全力研究其一生最后关心的课题，即重新认识马克思主义，重新认识社会主义。在离开政治漩涡后的20多年间，先后写出《马克思主义是一门大史学》、《社会主义资本主义沟通论》、《中国的新路》和《民主与政党》等文章。 
2009年2月9日在《北京日报》发表文章，警告腐败盛行正使世人热议的“中国模式”面临生死考验，中国绝不可自我膨胀，自夸“盛世”。文章中强调：在国家经济进步的同时，中国应当更加自警自检，如实估量自己，谨行慎思，因为中国确确实实处于离发达国家尚远的发展阶段；中国必须慎之又慎，以免“一失策成千古恨”。
2012年11月13日逝世。

## 著作
- 《十年的路——和胡耀邦相处的日子》，镜报文化企业有限公司，1995年